# Hôtel de L'Hospital
El hôtel de L'Hospital también conocido como hôtel de Pomponne u hôtel de Massiac es un hôtel particulier ubicado en el número 9 de la plaza de las Victorias, 2 distrito en París. Debe su nombre al marqués de Massiac, vicealmirante de la flota de Levante y brevemente secretario de Estado de Marina en 1758.

## Histórico
El hotel fue construido alrededor de 1635 para un secretario del rey, Marc-Antoine Acédé. Luego fue comprado por François de L'Hospital, Conde Du Hallier, que murió en 1660 y dejó viuda y deudas.
Sin embargo, Simon Arnauld de Pomponne, nombrado Secretario de Estado de Asuntos Exteriores en septiembre de 1671, busca adquirir un hotel acorde con su nuevo estatus. Por lo tanto, lo compró por adjudicación de las solicitudes del Palacio en el verano de 1673, por 110 150 libras.
Luego hizo trabajar allí bajo la supervisión y en los planos de Jules Hardouin-Mansart.
Los alrededores del hotel fueron reformados en 1685. Este último deja de estar en la esquina de la rue des Fossés-Montmartre y la rue du Petit-Reposoir para encontrarse atrapado en la nueva composición de la plaza de las Victorias. Hardouin-Mansart proyectó entonces un cuadrado en forma de omega (Ω) para preservar y valorizar el Hôtel de Pomponne.
El 20 de agosto de 1789, el Club de l'hôtel de Massiac reunió a los propietarios de esclavos que impedirán la aplicación de la ley de la Declaración de los Derechos del Hombre en las colonias francesas.
Ampliamente reformado durante el siglo XVIII, sirvió como sede para varios negocios antes de ser demolido en 1883 cuando se abrió la rue Étienne-Marcel y se reemplazó por un edificio haussmanniano de Henri Blondel, erigido entre 1884 y 1886.
Está catalogado como monumento histórico desde el 15 de marzo de 1928.

## y referencias
1. ↑  hôtel de l'Hospital, ou hôtel de Pomponne, ou hôtel de Massiac en la base Mérimée del Ministerio de Cultura de Francia.
2. ↑  Referencia n.º PA00086028 en la base Mérimée del Ministerio de Cultura de Francia.

- Datos: Q3145867
- Multimedia: Hôtel de L'Hospital / Q3145867